# Église Saint-Jacques d'Allonnes
L'église Saint-Jacques d'Allonnes date du XIIe siècle et témoigne de l'architecture romane en Beauce du Moyen Âge que le médiévaliste Jean Favier appelle le temps des principautés. Elle dépend de la famille de Blois, comtes de Dreux et de Chartres. Allonnes est un village très anciennement peuplé puisque sont présentes des traces archéologiques mérovingiennes.

## Description
L'église possède une pendule en bon état de conservation datant du XIXe siècle et de fabrication Le Pèlerin, récemment restauré et désormais installé dans la salle du conseil municipal de la commune. Entourant l'église, se trouve le cimetière dont les parties les plus anciennes remontent à l'époque mérovingienne entre le Ve siècle et le VIIIe siècle. D'après les relevés archéologiques effectués par l'Institut national de recherches archéologiques préventives, il comprend, en cercles concentriques de trois strates, des sarcophages en pierre calcaire, puis en plâtre et enfin en bois.

## Historique
Elle fut connue pour un nombre incalculable de légende d'où le nom dans les chroniques d'Allonnes la maudite. On ne connaît l'histoire de l'église que depuis 1912, grâce aux travaux sur le protestantisme d'Alain Le Hir. L'église est mentionnée une première fois par le chapitre de Chartres au XIIIe siècle. L'église et le village en tant qu'élément de la société française féodale du XIIe siècle fait l'objet d'une étude en français à l'université anglaise de Cambridge.